# Школа Вовлеченного Искусства
Школа Вовлеченного Искусства — образовательный проект группы Что делать? в области современного искусства, существующий с 2013 года.
Школа Вовлеченного Искусства стала одним из 20 проектов, которые были включены в публикацию Sternberg Press о независимых проектах в сфере художественного образования, вместе с проектами Тани Бругера, The Public School и прочими. В 2017 году проект был включен в шорт-лист премии Visible за уникальный вклад в развитие новых форм радикальной педагогики в искусстве. В 2020 году курс «Лаборатория постсоветских исследований» Школы Вовлеченного Искусства стал лауреатом премии «Инновация».

Метод обучения ШВИ основывается на традиции использования критической теории для изучения культуры и педагогике угнетенных. 
«…в нашей Школе мы не ставим перед собой задачи производства профессиональных художников. Если это получается, то замечательно. Это, скорее, „Школа молодого бойца“ в области эмансипаторного подхода к искусству и педагогике. Речь идет о создании условий для формирования новых форм коллективности и сообщества, которое может быть открыто для новой вовлеченной публики и совместных действий.» Д. Виленский в интервью Сэму Торну
Постоянными преподавателями ШВИ являются члены коллектива Что делать? Цапля Ольга Егорова, Нина Гастева, Николай Олейников и Дмитрий Виленский. Также в качестве приглашенных лекторов в проекте участвовали Виктор Мизиано, Кети Чухров, Борис Клюшников, Алла Митрофанова, Иоэль Регев, Олег Кулик, Артемий Магун, Александр Скидан, Мадина Тлостанова и другие.

## История
Школа Вовлеченного Искусства была основана в 2013 году членами художественного коллектива Что делать? при финансовой поддержке Фонда Розы Люксембург. Целью стало объединение опыта художников, работавших в различных форматах на протяжении 10 лет. Формат постоянно действующей институции важен для формирования местного артистического контекста и для осмысления функции и значения современного искусства разными поколениями художников. С 2015 года Школа располагается в ДК Розы (самоорганизованный дом культуры, названный в честь Розы Люксембург), основанном Что Делать?.
За время своего существования с 2013 года ШВИ провела 4 набора студентов и организовала два специальных проекта «Школа Мутаций» и «Постсоветские исследования».
Постсоветские исследования (2019—2020) — курс переквалификации Школы Вовлеченного Искусства — были посвящены проблематике развития постсоветских и. посткоммунистических территорий. Программа включала в себя интенсивный образовательный курс, перформансы, исследовательские и художественные выставки в ДК Розы, а также публикацию вестника «ПЕРЕ-ПОСТ-СОВЕТ».
Выпускники школы ярко зарекомендовали себя в различных событиях культурной жизни в России — в том числе кооператив Швемы и группа Наденька принимали участие в первой Триеннале российского современного искусства в музее «Гараж» в 2017 году. Также выпускники Школы явились инициаторами множества важнейших само-организованных инициатив таких как: Лаборатория Интимное Место, FFTN, Н И И Ч Е Г О Д Е Л А Т Ь, Коммунальная галерея Егорка, Добро Пожаловать В Кукольный Дом!, студия 4413 и других.

## Издания Школы Вовлеченного Искусства
В рамках проекта Школы Вовлеченного Искусства публикуется Бюллетень ШВИ и Товарищ-Вестник с результатами работы участников ШВИ и текстами художников и художественных критиков. Издания распространяются в печатной форме и доступны онлайн.
Первый Бюллетень ШВИ (Январь 2014) посвящен проблематике художественного образования в современной России и включает тексты и графические работы студентов первого набора ШВИ, преподавателей и художественных критиков.
“Нужно скрестить поэзию и социологию, хореографию и уличную политику, политэкономию и возвышенное, историю искусства - с милитантными исследованиями, гендерные и квир-эксперименты - с драматическим театром, борьбу культурных работников за свои права - с «романтическим» видением искусства как миссии и так далее.”
В номере также опубликовано эссе Антона Видокля, которое было написано для проекта Манифесты 2006 года, который не состоялся. В эссе анализируются возможности и пределы художественного образования вне устоявшихся (западных) институций.
Бюллетень ШВИ №2 — Между молотом и наковальней (Июнь 2014), http://schoolengagedart.org/wp-content/uploads/2017/03/rosa_full.pdf подготовленный участниками второго набора Школы Вовлеченного Искусства, посвящен роли художников и деятелей культуры в контексте актуальных политическим событий в России и вооруженного конфликта в Украине. Кроме работ участников проекта ШВИ в номер вошли тексты и работы преподавателей Школы Визуальных Коммуникаций (Киев), украинских художников Никиты Кадан и Влады Ралко и текст словенского философа Славоя Жижека "Варварство с человеческим лицом".
Бюллетень ШВИ №3 — Да, я помню! (Февраль 2015) — “попытка выстроить индекс памяти, в котором бы проявилась непростая и разнородная структура нашего сообщества”.
Бюллетень ШВИ №4 (Июнь 2015) посвящен проблеме пределов утопического искусства и активизма.  В публикации представлены выпускные проекты участников ШВИ. “В наше время, когда возможности вообразить любую утопию становятся все более скованными брутальной реальностью нашей повседневности, мы неожиданно для самих себя увидели, что участники школы по-прежнему ощущают для себя необходимость думать и чувствовать утопически.”